# Microsoft Windows 10 Mobile

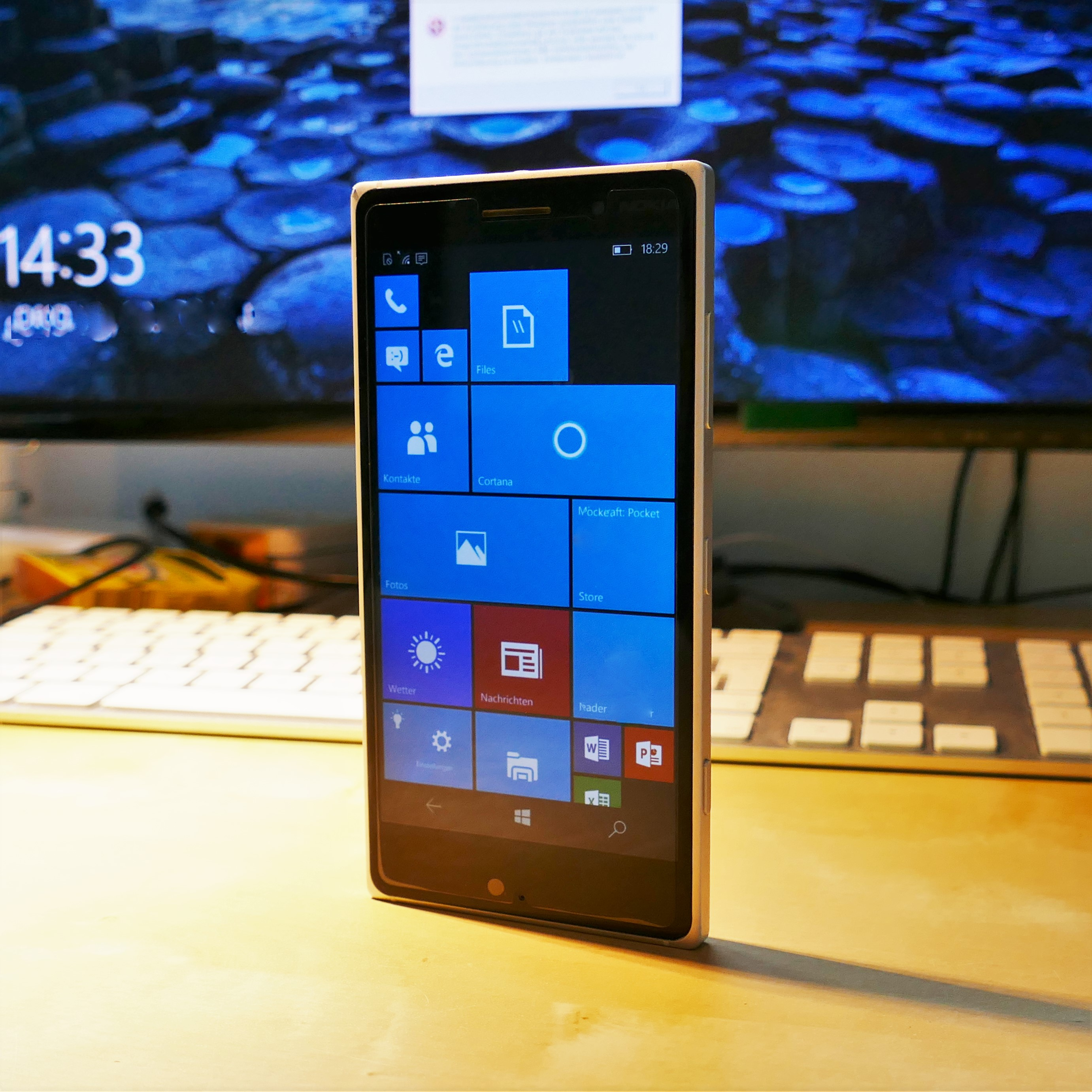
Ein Nokia Lumia 830 mit Windows 10 Mobile

Microsoft Windows 10 Mobile ist ein Betriebssystem des US-amerikanischen Unternehmens Microsoft für Mobiltelefone. Es basiert auf demselben Windows-NT-Kernel wie das hauseigene Betriebssystem Windows 10 und ist der Nachfolger von Windows Phone 8.1. Windows 10 Mobile wurde stark angelehnt an sein Desktop-Pendant.
Die funktionale Weiterentwicklung wurde 2017 beendet, Sicherheitsaktualisierungen erfolgten bis zum 14. Januar 2020. Microsoft empfiehlt den Umstieg auf ein Android- oder iOS-Gerät.

## Einstellungsmenü
Das Einstellungsmenü ist größtenteils einheitlich zu Windows 10 (Desktop) gestaltet. So ist das Einstellungsmenü in Kategorien eingeteilt, hinter denen sich dann verschiedene Unterkategorien mit den verschiedenen Einstellungsmöglichkeiten befinden. Zudem kann nun nach einer bestimmten Einstellung gesucht werden, hierzu befindet sich eine Suchleiste über dem Kategorienmenü.

## Continuum
Eine weitere Neuerung ist Continuum, bei dem sich das Smartphone nach Anschluss an einen externen Monitor mithilfe eines speziellen Adapters in einen Desktop-PC mit Office-Programmpaket verwandeln soll. Dafür sind jedoch neue Geräte nötig. So ist Continuum z. B. auf den im Dezember 2015 erschienenen Modellen Lumia 950 und 950 XL verfügbar und lässt sich auf den bisherigen Smartphones nicht nachrüsten. Die vollwertige Nutzung des Office-Programmpakets im Continuum Modus setzt ein kostenpflichtiges Office-365-Abo voraus.
Das Continuum-Feature kommt ebenfalls bei Tablets bis einschließlich 8 Zoll, die mit Windows 10 Mobile ausgeliefert werden, zum Einsatz. Dreht man diese ins Querformat, ändert sich das mobile Design in einen Continuum-Desktop.
Da Windows 10 Mobile mit ARM-basierten Prozessoren bzw. SoCs arbeitet, sind gewöhnliche Windows-Programme bzw. x86-Programme unter Continuum nicht lauffähig.

## Edge
Microsoft Edge enthält die gleichen Neuerungen wie Microsoft Edge in der Desktop-Variante, so z. B. die EdgeHTML-Engine statt Trident beim Internet Explorer und einen Lese-Modus.
In frühen Betas war noch der Internet Explorer Mobile mit der EdgeHTML-Engine in Windows 10 Mobile enthalten, dieser wurde aber nach Fertigstellung von Microsoft Edge mit dem Build 10136 vom 16. Juni 2015 entfernt.

## Kacheln
Gegenüber Windows Phone 8 wurde die Zahl der auf dem Startbildschirm anzeigbaren Kacheln erhöht. Es lassen sich nach dem Aktivieren der Option „Mehr Kacheln anzeigen“ im Anzeigemenü nun sechs statt vier kleine und drei statt zwei mittelgroße Kacheln in einer Reihe anordnen. Die Kacheln sind bei der Einstellung eines Hintergrundbildes nicht mehr wie bei Windows Phone 8.1 durchsichtig, sondern halbtransparent und mit einer aus dem Hintergrundbild bestimmten Akzentfarbe eingefärbt. Es gibt allerdings wie bereits beim Vorgänger einige Apps, die nicht transparent sind. Wechselt man zur App-Liste, ist diese auch mit dem Hintergrundbild unterlegt.

## Store
Das Programm für den Windows Store wurde überarbeitet und enthält auf der Startseite eine Übersicht über App- und Musik-Empfehlungen, (kostenlose) Top-Apps und Spiele, neue Musik, neue Filme und über die meistverkauften Fernsehsendungen. Die Bedienoberfläche ist dabei in der Desktop- und der Mobil-Variante identisch, nur dass beim Smartphone im Hochformat in der linken oberen Ecke ein Hamburger-Menü-Icon mit verschiedenen Kategorien und Einstellmöglichkeiten erscheint.

## Cortana
Cortana unterstützt unter Windows 10 Mobile mehr Befehle, z. B. lassen sich Uber-Taxis bestellen, einzelne Einstellungen vornehmen und Daten synchronisieren. Außerdem wurde sie in die neu gestaltete Karten-App integriert und unterstützt nun weitere Sprachen.
Die Musikerkennung von Cortana wurde mit dem Ende des Musikstreamingdienst Groove Music zum 1. Januar 2018 deaktiviert.

## Datei-Explorer
In Windows 10 Mobile wurde nach dem Vorbild des Windows-Explorer ein Datei-Explorer eingeführt, mit dem auf das Dateisystem des internen Speichers zugegriffen werden kann. Es lassen sich damit unter anderem Unterordner anlegen sowie Dateien kopieren und verschieben.

## Sonstiges
Über der App-Liste befindet sich nun auch eine Übersicht über die zuletzt installierten Apps. Außerdem wurde unter anderem die Telefon-, Nachrichten- und Rechner-App neu gestaltet. Die Office-Apps sind jetzt nicht mehr fester Bestandteil des Betriebssystems, sind jedoch vorinstalliert und im Store nachinstallierbar. Waren bei Windows Phone 8 Word, Excel und PowerPoint noch in einer Office-App zusammengefasst, sind sie nun eigenständig lauffähig und installierbar. Außerdem ist bei Windows 10 eine neu gestaltete Outlook-App statt der alten Mail-App vorinstalliert. Mit Windows 10 Mobile setzt Microsoft in vielen Apps, u. a. in der Store und Fotos-App sowie im Datei-Explorer, auf sogenannte Hamburger-Menüs.
Windows 10 Mobile enthält eine neue Kamera-App, die an die auf einige Lumia-Modelle beschränkte App Lumia Camera angelehnt wurde. Die Tastatur enthält zudem einen virtuellen Trackpoint und eine Möglichkeit zur Spracheingabe. Die Karten-App wurde erneuert und enthält nun auf Basis von HERE Maps eine vollständige Turn-by-Turn-Navigation sowie eine Einbindung des Sprachassistenten Cortana.
Die Versionsnummern von Desktop- und Mobile-Variante wurden angeglichen. Neue Funktionen sind nicht mehr geplant. Ab dem 28. Februar 2019 wurde das Feature Brieftasche nicht mehr unterstützt.

## Apps
Apps (Applikationen) für die Vorgängerversionen Windows Phone 7 und Windows Phone 8 sind größtenteils auch unter Windows 10 Mobile lauffähig. Der Download von inkompatiblen Apps wird vom eingebauten Store verhindert, und ein entsprechender Hinweis wird angezeigt. Microsoft veröffentlichte für Entwickler auch ein Programm, das später Windows Bridge benannt wurde und eine einfache Portierung von für iOS programmierte Anwendungen auf Windows 10 Mobile ermöglicht.

## Verfügbarkeit und Marktanteile
Im 3. Quartal 2016 wurde weltweit eine Stückzahl von 974.400 Geräten abgesetzt, was einem Marktanteil von 0,3 % entspricht. Im gleichen Zeitraum wurden 299,5 Millionen Android-Geräte und 45,5 Millionen iOS-Geräte abgesetzt. Nutzerzahlen (engl. usage share) sind unbekannt.
Das System wurde für Geräte mit ARM-Prozessor konzipiert. Laut Microsoft sollen alle Geräte mit einer Bildschirmdiagonale bis einschließlich 8 Zoll mit diesem Prozessor und demnach auch mit Windows 10 Mobile ausgeliefert werden. Geräte mit größerer Bildschirmdiagonale sollen dagegen einen x86-Prozessor erhalten und mit der gewöhnlichen Desktop-Variante von Windows 10 ausgeliefert werden. Dies stellt insofern eine Neuerung dar, da zu Windows 8-Zeiten auch 7 Zoll-Geräte mit konventioneller Desktop-Version des Betriebssystems auf den Markt gebracht wurden.
Es gibt derzeit viele Geräte von unterschiedlichen Herstellern mit Windows 10 Mobile, die allesamt im D-A-CH-Raum erhältlich sind. Als erstes Smartphones mit Windows 10 Mobile wurden von Microsoft am 6. Oktober 2015 das Einsteigermodell Microsoft Lumia 550 vorgestellt. Es folgten die beiden Topmodelle Lumia 950 und eine Version mit größerem Display mit dem Namen Lumia 950 XL im Dezember 2015 und das Microsoft Lumia 650 im Februar 2016. Der offizielle Marktstart der Geräte war am 28. November 2015. Kritisiert wurde von Anfang an, dass die Geräte mit einer unfertigen Version von Windows 10 Mobile ausgeliefert wurden und es so eine Menge Bugs wie App-Abstürze, zu lange Ladezeiten und ruckeliges Scrollen im Betriebssystem gab. Dass die Entwicklung von Windows 10 Mobile generell noch nicht fertiggestellt war, zeigte sich dadurch, dass es noch in der Entwicklungsphase war und noch keine fertige Version für ältere Geräte veröffentlicht wurden. Mit Stand vom 15. Dezember 2015 machte Windows 10 Mobile einen Marktanteil von 8,8 Prozent unter allen Windows Phone-Versionen aus. Am 2. August 2016 erfolgte das „Anniversary Update“ für Windows 10 Mobile. Am 25. April 2017 wurde das „Creators Update“ veröffentlicht, was im Vergleich zum Desktop-Pendant aber nur wenige Neuerungen beinhaltete. Kurz darauf gab Microsoft bekannt, dass Windows 10 Mobile nicht mehr mit dem gleichen Systemkern von Windows 10 weiterentwickelt werden soll. Windows 10 Mobile erhielt das „Fall Creators Update“ (Version 1709), welches aber nur wenige neue Funktionen enthielt.
Die TCL-Tochter Alcatel One Touch stellte mit dem Pixi 3 auf der Consumer Electronics Show 2016 in Las Vegas das erste 8-Zoll-Tablet mit Windows 10 Mobile vor.
| Marke     | Gerätename                  | Windows 10 Mobile Status                   | Erscheinungsdatum | Status      |
| --------- | --------------------------- | ------------------------------------------ | ----------------- | ----------- |
| Microsoft | Lumia 550                   | Ab Werk mit Windows 10 Mobile ausgestattet | 06. Oktober 2015  | eingestellt |
| Microsoft | Lumia 950                   | Ab Werk mit Windows 10 Mobile ausgestattet | 06. Oktober 2015  | eingestellt |
| Microsoft | Lumia 950 XL                | Ab Werk mit Windows 10 Mobile ausgestattet | 06. Oktober 2015  | eingestellt |
| Microsoft | Lumia 650                   | Ab Werk mit Windows 10 Mobile ausgestattet | 15. Februar 2016  | eingestellt |
|           |                             |                                            |                   |             |
| Microsoft | Lumia 430                   | Per Update nachgerüstet                    | März 2015         | eingestellt |
| Microsoft | Lumia 435 (Dual SIM)        | Per Update nachgerüstet                    | Januar 2015       | eingestellt |
| Microsoft | Lumia 435                   | Per Update nachgerüstet                    | Januar 2015       | eingestellt |
| Microsoft | Lumia 532                   | Per Update nachgerüstet                    | Januar 2015       | eingestellt |
| Microsoft | Lumia 532 (Dual SIM)        | Per Update nachgerüstet                    | Januar 2015       | eingestellt |
| Microsoft | Lumia 535                   | Per Update nachgerüstet                    | November 2014     | eingestellt |
| Microsoft | Lumia 535 (Dual SIM)        | Per Update nachgerüstet                    | November 2014     | eingestellt |
| Microsoft | Lumia 540 (Dual SIM)        | Per Update nachgerüstet                    | April 2015        | eingestellt |
| Nokia     | Lumia 635 (1 GB)            | Per Update nachgerüstet                    | März 2015         | eingestellt |
| Nokia     | Lumia 636 (1 GB)            | Per Update nachgerüstet                    | Juni 2014         | eingestellt |
| Nokia     | Lumia 638 (1 GB)            | Per Update nachgerüstet                    | Juni 2014         | eingestellt |
| Microsoft | Lumia 640 (Dual SIM)        | Per Update nachgerüstet                    | März 2015         | eingestellt |
| Microsoft | Lumia 640 LTE               | Per Update nachgerüstet                    | März 2015         | eingestellt |
| Microsoft | Lumia 640 LTE (Dual SIM)    | Per Update nachgerüstet                    | März 2015         | eingestellt |
| Microsoft | Lumia 640 XL                | Per Update nachgerüstet                    | März 2015         | eingestellt |
| Microsoft | Lumia 640 XL (Dual SIM)     | Per Update nachgerüstet                    | März 2015         | eingestellt |
| Microsoft | Lumia 640 XL LTE            | Per Update nachgerüstet                    | März 2015         | eingestellt |
| Microsoft | Lumia 640 XL LTE (Dual SIM) | Per Update nachgerüstet                    | März 2015         | eingestellt |
| Nokia     | Lumia 730 (Dual SIM)        | Per Update nachgerüstet                    | September 2014    | eingestellt |
| Nokia     | Lumia 735                   | Per Update nachgerüstet                    | Oktober 2014      | eingestellt |
| Nokia     | Lumia 830                   | Per Update nachgerüstet                    | September 2014    | eingestellt |
| Nokia     | Lumia Icon (Lumia 929)      | Per Update nachgerüstet                    | Februar 2014      | eingestellt |
| Nokia     | Lumia 930                   | Per Update nachgerüstet                    | April 2014        | eingestellt |
| Nokia     | Lumia 1520                  | Per Update nachgerüstet                    | Oktober 2013      | eingestellt |
|           |                             |                                            |                   |             |
| BLU       | Win HD                      | Per Update nachgerüstet                    | September 2014    | eingestellt |
| BLU       | Win HD LTE                  | Per Update nachgerüstet                    | April 2015        | eingestellt |
|           |                             |                                            |                   |             |
| MCJ       | Madosma Q501                | Per Update nachgerüstet                    | Dezember 2015     | eingestellt |
| MCJ       | Madosma Q601                | Per Update nachgerüstet                    | Juli 2016         | eingestellt |

## Versionsgeschichte
Hinweis: Diese Liste enthält nur die Versionsmeilensteine von Windows 10 Mobile. Eine komplette Liste der Versionen findet man unter Microsoft Windows 10 Mobile/Versionsgeschichte
| Version | Build   | Name (Codename)                             | Erscheinungsdatum | Bemerkungen und wichtige Änderungen |
| ------- | ------- | ------------------------------------------- | ----------------- | --- |
| 1511    | 10586   | November Update (Threshold 2)               | 8. November 2015  | - RTM-Version von Windows 10 Mobile - Veröffentlichungsversion für das Microsoft Lumia 950 XL, 950, 650 und 550, das Acer Liquid Jade M330 und Jade Primo sowie für das HP Elite X3 |
| 1607    | 14393 1 | Anniversary Update (Redstone 1)             | 16. August 2016   | Das „Anniversary Update“ für Windows 10 Mobile wurde etwa zwei Wochen nach der Version für PCs veröffentlicht. Die neue Version enthält viele Detailverbesserungen, wie eine Bedienung für die Medienwiedergabe und das Starten der Kamera-App vom Sperrbildschirm aus, die Möglichkeit die Schaltflächen für die Schnell-Aktionen im Info-Center per Drag and Drop anzuordnen sowie eine Universal-App für Skype. Außerdem ist es nun möglich bestimmte Links nicht im Browser, sondern direkt in Apps zu öffnen. Das Installieren von Handyupdates lässt sich nun in eine anpassbare Zeit außerhalb der üblichen Nutzungszeit legen. Ebenfalls überarbeitet und erweitert wurden Cortana und der Webbrowser Edge, der nun auch Erweiterungen (Add-Ons) enthält. |
| 1703    | 15063   | Creators Update (Redstone 2)                | 25. April 2017    | Allgemein - Smartphone-Display kann bei der Nutzung von Continuum nun abgeschaltet werden - Unterstützung für neue Bluetooth APIs, darunter GATT-Server, Bluetooth LE Peripheral und Bluetooth LE device connectivity. - Wörter können nun aus dem Wörterbuch der Tastatur entfernt werden. - Im US-Sprachigen Raum können nun E-Books aus dem Windows Store erworben werden. - Verbesserungen am Update-Prozess. - Wenn das Handy mit einem Windows-Computer verbunden ist, sollten Bilddateien nun deutlich schneller im Explorer dargestellt werden. - Akkulaufzeit wurde verbessert, wenn OneDrive oder ähnliche Aufgaben im Hintergrund ausgeführt werden. - Überarbeitete Benachrichtigungstöne. Microsoft Edge - Microsoft Edge besitzt nun einen integrierten EPUB-Reader. - Webseiten können als Cortana-Erinnerung gespeichert werden. - Beim Download von Dateien werden detailliertere Infos dargestellt, wie die Downloadgeschwindigkeit. Einstellungen - Neue Kategorie: Apps. Darunter wurden Apps & Features, Offline-Karten und Apps für Websites zusammengefasst. - Apps können nun zurückgesetzt werden. - Überarbeitete Bluetooth-Einstellungen - Überarbeitete WLAN-Einstellungen. - Überarbeitete Datennutzungs-Einstellungen. - Benachrichtigungen von Einstellungen können nun personalisiert werden. - Weitere Benachrichtigungen bei automatischen Neustarts. - SD-Karten können nun auch verschlüsselt werden. - Blick-Bildschirm kann nun wieder beim Aufladen ausgeschaltet werden. - App-Ecke entfernt. Cortana - Drittanbieter Alarm-Apps können nun Cortanas Ruhezeiten umgehen. - Cortana-Erinnerungen lassen sich nun jährlich oder monatlich wiederholen. - Weitermachen, wo man zuvor aufgehört hat. Listet zuletzt besuchte Webseiten oder geänderte Dateien auf. (nicht in der deutschen Version verfügbar). - Cortana kann nun die Musikwiedergabe von Drittanbieter-Apps steuern (nicht in der deutschen Version verfügbar). Apps - Neue System-App: 3D Viewer. Damit lassen sich 3D-Objekte im Dateiformat .fbx, .obj, .stl und .3mf anzeigen. - Unterstützung von 360-Grad-Videos. - Neues Teilen-Icon. Erleichterte Bedienung - In der Sprachausgabe wird nun zuerst der App-Inhalt vorgelesen, danach die Optionen in der App-Bar. - Verbesserte Lesbarkeit für UWP-Apps mit hohen Kontrast. - Unter Einstellungen -> Erleichterte Bedienung -> Weitere Optionen kann nun eingestellt werden, dass der Ton ausschließlich in Mono ausgegeben wird. Business/Enterprise - Updates können nun bis zu 35 Tage pausiert werden. - Einstellungen können nun mithilfe eines Azure Active Directorys (AAD) und Enterprise State Roaming zwischen PC & Mobile synchronisiert werden. Zudem ist Cortana mit diesen Accounts nun auch verwendbar. |
| 1709    | 15254   | Fall Creators Update (Redstone 3/Feature 2) | 17. Oktober 2017  | - Porträtmodus für Microsoft Continuum - Neue Emojis - Zwei-Faktor-Authentifizierung - Verbesserungen für AppLocker - Verbesserungen für Virtual Private Networks - Zahlreiche Fehlerbehebungen |

## Hardwareanforderungen
| Prozessor       | Arm-Architektur                  |
| Arbeitsspeicher | 1024 MB                          |
| Grafik          | DirectX 9                        |
| Display         | Auflösung von 800 × 480 Pixeln   |
| Flash-Speicher  | 8 GB                             |
| Hardware-Tasten | An/Aus, Lautstärke lauter/leiser |

## Upgrade von Windows Phone 8/8.1
Einige Geräte der Lumia-Reihe sowie Geräte anderer Hersteller die mit Windows Phone 8/8.1 veröffentlicht wurden erhalten ein kostenloses Upgrade auf Windows 10 Mobile.
Um zu überprüfen, ob das Gerät berechtigt ist und um das Upgrade durchzuführen, muss aus dem Windows Store die App „UpdateAdvisor“ (dt. „Aktualisierungsratgeber“) installiert werden.
Am 17. März 2016 stellte Microsoft den Support von Windows 10 Mobile für die älteren Geräte Lumia 520, 521, 525, 526, 620, 625, 630, 720, 810, 820, 822, 920, 925, 928, 1020 und 1320 sowie vielen Windows Phone 8-Geräten (Ausnahmen sind BLU Win HD w510u, BLU Win HD LTE x150q, and MCJ Madosma Q501) von Drittherstellern überraschend ein, obwohl zunächst alle Geräte mit mindestens 8 GB internem Speicher für ein offizielles Upgrade vorgesehen waren. Microsoft begründet dies mit dem schlechten Nutzungserlebnis auf diesen älteren Geräten. Ende April 2017 wurde bekannt, dass das „Creators“-Update nur noch offiziell für Geräte unterstützt wird, die mit Windows 10 Mobile auch ausgeliefert wurden sowie außerdem das Lumia 640 und Lumia 640 XL, Geräte wie das Lumia 1520 können es trotzdem beziehen, erhalten aber keine offizielle Unterstützung seitens Microsoft mehr. Es ist nicht geplant, dass diese Geräte zukünftige Updates erhalten, damit hat Microsoft den Support für alle älteren Windows Phone-Geräte eingestellt, die noch mit Windows Phone 8 ausgeliefert wurden, abgesehen vom Lumia 640 und Lumia 640 XL.

## Entwicklungseinstellung und Supportende
Am 9. Oktober 2017 gab Microsofts Vizepräsident für die Windows-Sparte Joe Belfiore bekannt, dass die Entwicklung neuer Funktionen und Hardware für Windows 10 Mobile für Microsoft nicht länger im Fokus stehen werde. Microsoft werde aber weiterhin Fehlerbehebungen und Sicherheitsaktualisierungen ausliefern. Microsoft-Manager Brandon LeBlanc bekräftigte im November 2017 auf Twitter, dass sich diese Ankündigung auch auf das Windows-Insider-Programm auswirkt, in dem seit der Veröffentlichung des Fall Creators Update keine neuen Builds mehr bereitgestellt wurden. Im Januar 2018 stellte er nochmals klar, dass es keine neuen Versionen von Windows 10 Mobile geben wird.
Jede Version von Windows 10 Mobile (1511, 1607, 1703, 1709) sollte von Microsoft über einen Zeitraum von 26 Monaten unterstützt werden, innerhalb dessen Fehlerbehebungen und Sicherheitsaktualisierungen herausgegeben werden sollten. Der Support für die letzte Version 1709 sollte am 10. Dezember 2019 auslaufen. Im Januar 2019 bekräftigte Microsoft die endgültige Einstellung vom Support zum 10. Dezember. Ab diesem Zeitpunkt sollten keinerlei Fehlerbehebungen oder Sicherheitsaktualisierungen mehr bereitgestellt und auch kein Kundendienst mehr angeboten werden. Microsoft empfiehlt offiziell den Umstieg auf iOS oder Android.
Nach Ablauf des eigentlich vorgesehenen Supportendes am 10. Dezember verlängerte Microsoft die Unterstützung für die letzte Version um einen Monat bis zum 14. Januar 2020.
Die Erstellung neuer Gerätesicherungen endete am 10. März 2020, Foto-Uploads und das Einspielen vorhandener Sicherungen spätestens zwölf Monate nach dem Supportende. Die Office-Apps wurden bis zum 12. Januar 2021 unterstützt.
Für die einzelnen Versionen galt laut offiziellen Angaben von Microsoft folgendes Supportende:
| Version | Name (Codename)                             | Erscheinungsdatum | Supportende     |
| ------- | ------------------------------------------- | ----------------- | --------------- |
| 1511    | November Update (Threshold 2)               | 8. November 2015  | 9. Januar 2018  |
| 1607    | Anniversary Update (Redstone 1)             | 16. August 2016   | 9. Oktober 2018 |
| 1703    | Creators Update (Redstone 2)                | 25. April 2017    | 11. Juni 2019   |
| 1709    | Fall Creators Update (Redstone 3/Feature 2) | 17. Oktober 2017  | 14. Januar 2020 |

Für die von Microsoft produzierten Mobiltelefone der Serie Microsoft Lumia galt, dass diese innerhalb von zwei Jahren nach deren Veröffentlichung zum Bezug von neuen Versionen berechtigt waren, die dann entsprechend obiger Tabelle unterstützt wurden.
Zum 31. Dezember 2020 endete jeglicher Anspruch auf Reparaturen der Serie Microsoft Lumia im Rahmen der Garantie, die Microsoft 2017 an die deutsche B2X GmbH ausgelagert hatte.
Noch während des laufenden Supports wurde seit 2018 Microsoft vermehrt vorgeworfen, die Behebung von bekannten Fehlern zu vernachlässigen. So konnten nach dem Februar-Update im Microsoft-eigenen Edge-Browser keine PDF-Dokumente mehr geöffnet werden, während im selben Monat die eigenständige App Microsoft Reader zum Anzeigen von PDF-Dokumenten eingestellt wurde. Der Fehler im Edge-Browser blieb über vier Wochen unbehoben. Ebenfalls im Februar 2018 wurde eine Vorabversion der Fotos-App ausgeliefert, die aufgrund von Darstellungsfehlern nicht bedient werden konnte und zwei Wochen später zurückgezogen wurde. Im November 2018 war die Mail und Kalender-App bei manchen Nutzern über Tage hinweg nicht nutzbar, zudem wurden bekannte Darstellungsfehler im Windows Store nicht behoben und den Nutzern nichtkompatible Apps für Android vorgeschlagen. Nach Ansicht der Fachpresse zeigte dies, dass Microsoft kein Interesse an Smartphones mehr hatte.